# بلدية البطحاء
بلدية البطحاء هي إحدى بلديات مدينة الرياض في المملكة العربية السعودية. تأسست في سنة 1397هـ/1977م، يبلغ عدد الأحياء التابعة للبلدية 22 حي، وتبلغ مساحة نطاقها 39 كيلو متر مربع. ويبلغ عدد سكان الأحياء السكنية ضمن نطاق البلدية 824.640 نسمة.

شارع البطحاء في مدينة الرياض ، صورت بتاريخ 29 ديسمبر 2013م.

ظاهرة الحافلة المسمى "خط البلدة" تنتشر في البطحاء خلال فترة العصر إلى ما بعد صلاة العشاء بسبب انتشار ظاهرة العمال.

## الأحياء التابعة للبلدية

- حي الديرة
- حي المرقب
- حي الصالحية
- حي الصناعية القديمة
- حي الفيصلية
- حي الخالدية
- حي غبيراء
- حي العود
- حي جبرة
- حي القرى
- حي الوسيطاء
- حي البطيحا
- حي منفوحة الجديدة
- حي سكيرينة
- حي معكال
- حي الدوبية
- حي سلام
- حي عتيقة
- حي اليمامة
- حي منفوحة
- حي المنصورة.[1][2]

## أصل التسمية
أبطح والجمع أباطِحُ وبِطاح ، والمؤنث : بَطْحاءُ ، والجمع للمؤنث : بَطْحَاوات وبِطاح
سَهْل ، والمعنى أرض مُنْبِسطة فسيحة الأرجاء ، يسيل فيها الماء تاركًا فيها الرّملَ وصغارَ الحَصَى وقد عرف التاريخ هذا المكان قبل باسم وادي الوتر الذي كان يلتقي بوادي العرض أي وادي حنيفة حاليا وكان إطلاق اسم البطحاء على هذا المكان منذ عهد قريب وليس ببعيد.

## إحصائيات

### معلومات عامة
- عدد الأحياء :22
- عدد السكان : 824.640
- المساحة الإجمالية :39 كيلومتر مربع
- الكثافة العمرانية :81.48 %

### الحدود الفاصلة
- شمالاً : طريق الأمير سلمان بن عبد العزيز + طريق أبي أيوب الأنصاري
- جنوباً : طريق الدائري الجنوبي
- شرقاً : طريق الدائري الشرقي
- غرباً : طريق الملك فهد